# میکلوش آمبروش
میکلوش آمبروش (انگلیسی: Miklós Ambrus; ۳۱ مهٔ ۱۹۳۳ – ۳ اوت ۲۰۱۹) بازیکن واترپلو اهل مجارستان بود.
وی در مسابقات کشوری و بین‌المللی در مجموع برندهٔ ۱ مدال طلا شده‌است.